# Mourir demain
Singles de Natasha St-Pier & Pascal Obispo
Quand on cherche l'amour
(2004) Je te souhaite
(2004)
Pistes de L'instant d'après
Quand on cherche l'amour
(2) Plus simple que ça
(4)
Mourir demain est une chanson interprétée par la chanteuse canadienne Natasha St-Pier et le chanteur français Pascal Obispo, sortie en single le 18 juin 2004. 

## Informations sur le single
Écrit par Lionel Florence, Asdorve, et produit par Pascal Obispo et Volodia, Elle figure dans le double album de Pascal Obispo Studio Fan - Live Fan qui sort en juin 2004 et sur les compilations du chanteur Les Fleurs de Forest, Millésimes et Billet de femme.  Elle est sur l'album L'Instant d'après de Natasha St-Pier avant d'être incluse dans le meilleur de Tu trouveras... 10 ans de succès (Best of) de la chanteuse canadienne, sorti en novembre 2009, sur lequel elle apparaît comme le quatrième morceau.
La chanson a été reprise en 2007 par Yannick Noah, Patricia Kaas, Jenifer Bartoli et Jean-Baptiste Maunier. Cette version est disponible sur l'album Les Enfoirés intitulé La Caravane des Enfoirés, comme troisième morceau. 

## Liste des titres
| No | Titre                         | Auteur                    | Durée |
| -- | ----------------------------- | ------------------------- | ----- |
| 1. | Mourir demain (version album) | Lionel Florence / Asdorve | 3:37  |
| 2. | Mourir demain (fan version)   | Lionel Florence / Asdorve | 4:08  |

## Classements hebdomadaires
| Classement (2002)                       | Meilleure position |
| --------------------------------------- | ------------------ |
| Belgique (Wallonie Ultratop 50 Singles) | 4                  |
| France (SNEP)                           | 7                  |
| Suisse (Schweizer Hitparade)            | 18                 |

### Classements de fin d'année
| Classement (2004)            | Meilleure position |
| ---------------------------- | ------------------ |
| Belgique (Wallonie Ultratop) | 20                 |